# Pražská tržnice
Pražská tržnice (někdy též Holešovická tržnice) je památkově chráněný areál, který se nachází v prostoru mezi ulicemi Argentinská, Jateční, Komunardů a Bubenským nábřežím. Budovy v areálu nesou prvky secese a novorenesance a byly vybudovány v letech 1893–1895 podle návrhu architekta Josefa Srdínka pro Ústřední jatka královského města Prahy. Svému účelu jatka sloužila až do roku 1983, kdy byla přebudována na tržnici. Od roku 1993 je areál chráněn jako kulturní památka.

## Ústřední jatka královského města Prahy

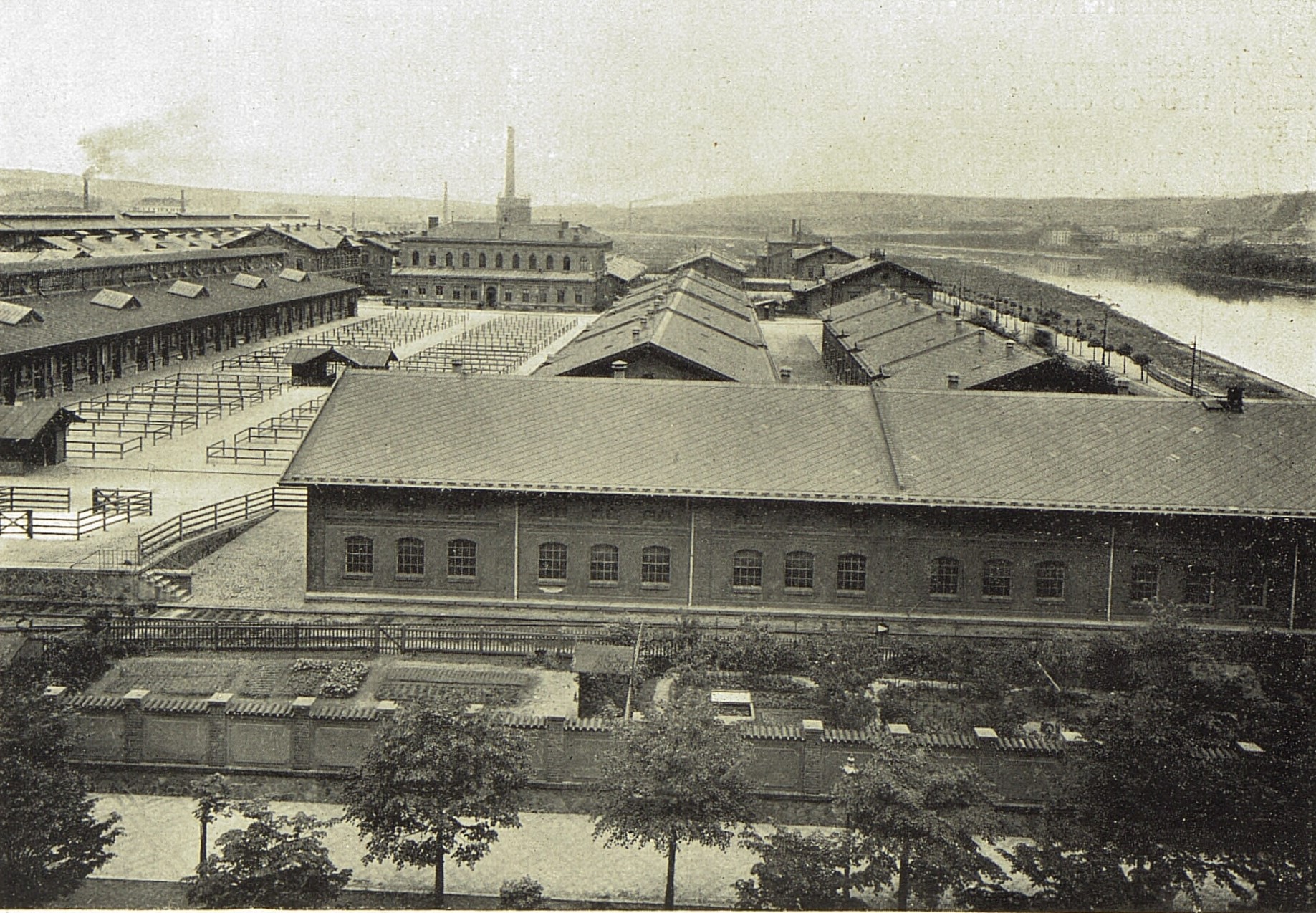
Pražská jatka 1905 (foto Český svět)

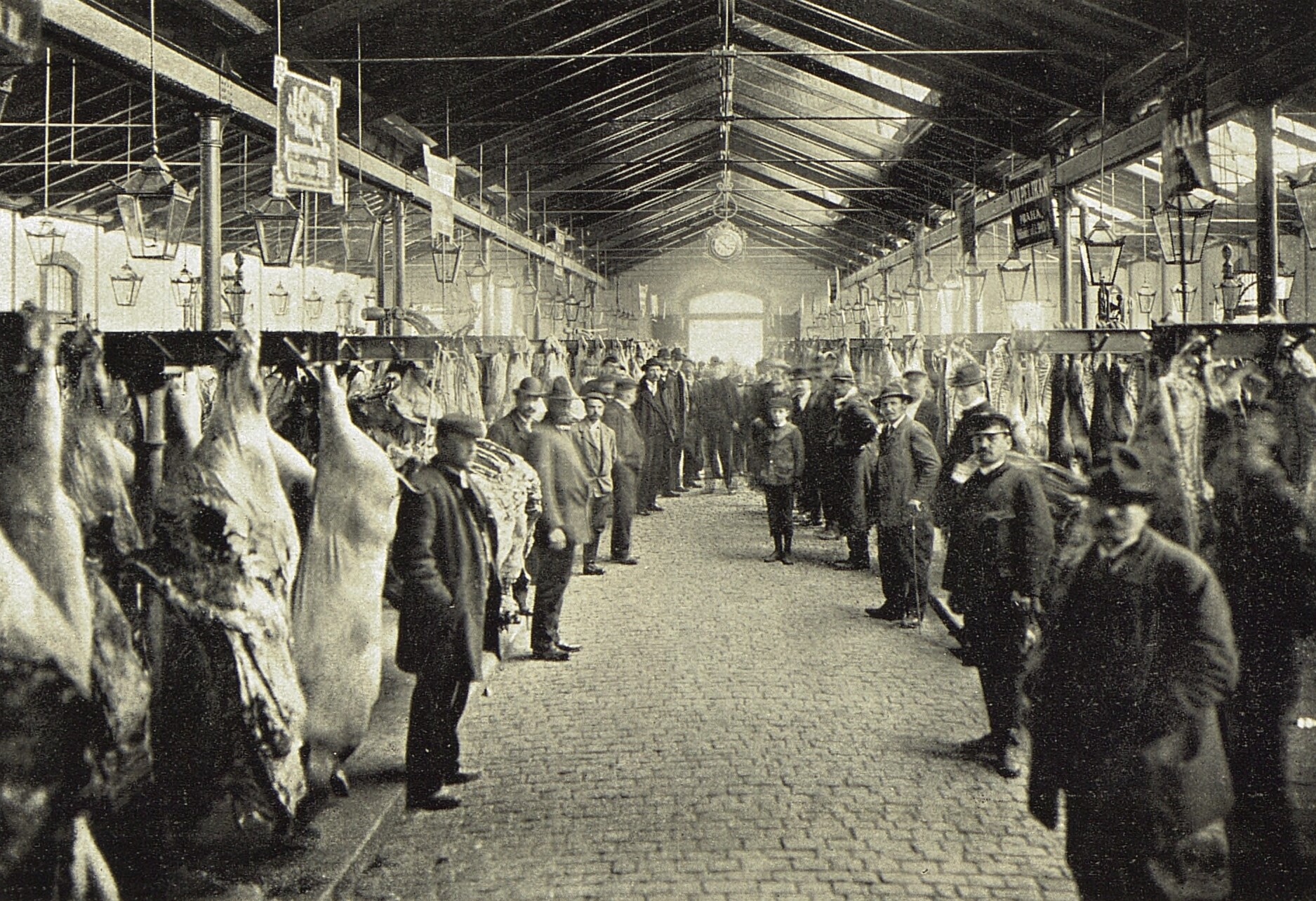
Pražská jatka 1905, interiér (tržnice drobného dobytka)

Na návrhu technologického toku , rozmístění budov a situování jatečního a tržního areálu se v roce 1885 podíleli městský inženýr Josef Srdínko, obecní starší architekt Antonín Wiehl, inspektor dobytčího trhu František Xaver Červený a předseda společenstva novoměstských řezníků Josef Štípek. Vlastní projekt pak vypracovala jateční kancelář pod vedením Josefa Srdínka a pozdějšího nástupce Ludvíka Čížka. Výstavba byla zahájena 6. března roku 1893 a 1. července 1895 byl areál slavnostně otevřen pro běžný provoz.
Na výstavbě se podílela stavební firma Alois Elhenický. V letech 1925–1929 byla provedena modernizace za účasti firem Škodovy závody v Plzni, a. s., Českomoravská Kolben – Daněk.
Areál se členil do tří částí:
- Do západní části byly z Bubenského nádraží přivedeny dvě koleje železniční vlečky. Byly zde i vykládací rampy, u kterých bylo možno obsluhovat až 18 vagonů najednou. Byly zde též chlévy pro různé druhy jatečního dobytka.
- Ve střední části stála administrativní budova, hostinec, pomník padlým v první světové válce z řad zaměstnanců jatek a jateční burza. Dále se zde nachází hlavní vstup do areálu, který je zdoben díly významných českých sochařů Bohuslava Schnircha a Čeňka Vosmíka[4], a budova vrátnice.
- V největší východní části byly kromě porážek podzemní chladírny, konírny, kotelna, strojovna, vodárenská věž se studnou a hasičská zbrojnice.

Ze začátku jatka využívala páru z vlastní kotelny a plynové osvětlení. Po výstavbě Holešovické elektrárny byl do jatek roku 1932 zaveden teplovod a osvětlení bylo změněno na elektrické. Jatka byla vybavena čpavkovými chladírnami ze Škodových závodů Plzeň. Ocelové střešní konstrukce dodala firma Kolben-Daněk.
V roce 1921 zde byla založena Řeznicko-uzenářská banka, jejímž prostřednictvím se realizovaly všechny platby za prodané a koupené zboží. V roce 1929 bylo jejím prostřednictvím proplaceno 73 milionů kilogramů masa a 85 milionů živého dobytka v ceně 1 870 000 000 Kč. 
U hlavního vjezdu z Bubenského nábřeží stojí na mohutných podstavcích dvě monumentální plastiky Muže s býkem, někdy zvané jako alegorie Trhu a Jatek. Na podstavcích jsou znaky hl. m. Prahy. Východněji je plastika Bohuslava Schnircha, západněji plastika Čeňka Vosmíka, obě z roku 1895.

## Pražská tržnice
Po ukončení provozu v roce 1983 došlo k přeměně jatek na tržnici. Původně měla být zaměřena hlavně na velkoobchod, ale brzy si našla oblibu i u drobných nakupujících. Nové řešení využití areálu se zachováním původního vzhledu budov vypracoval architekt Jiří Lasovský. V roce 1995 byla na padesát let pronajata soukromé akciové společnosti Delta Climatizer z Brandýsa nad Labem. V roce 2000 byla přestavěna dršťkárna a střevárna podle architekta Jaromíra Pitzingera na muzikálové divadlo a etážová chladírna byla adaptována na kanceláře.
Mimo vietnamské tržnice se zde nachází celá řada dalších obchodů a služeb, jako například obchod s obuví, obchody s výpočetní technikou (má zde centrálu společnost Alza.cz), obchod se zahradní technikou, lékárna, myčka aut, různé restaurace a občerstvení, taneční klub a divadlo RockOpera Praha. Také zde probíhají farmářské trhy.
Do roku 2012 tržnici provozovala společnost Delta Center. Město jí však nájemní smlouvu kvůli údajnému dvousetmilionovému dluhu na nájemném v roce 2012 vypovědělo a od začátku roku 2013 se snaží tržnici provozovat samo. Firma Delta Center ovšem dluh popírala, výpověď nerespektovala a chtěla se bránit soudně s poukazem na to, že do areálu investovala stovky milionů korun.
V roce 2012 se uvažovalo o tom, že by v některém z objektů tržnice mohla být nová radnice městské části Praha 7.

## Budovy
Budovy byly postaveny stavební firmou Josef Elhenický v jednotném  novorenesančním stylu s fasádami v kombinaci režného zdiva s omítanými částmi a s různými typy střešních konstrukcí. Rozpis budov dle dostupných plánků:

#### Západní část:
- 2: menší budova u vstupu

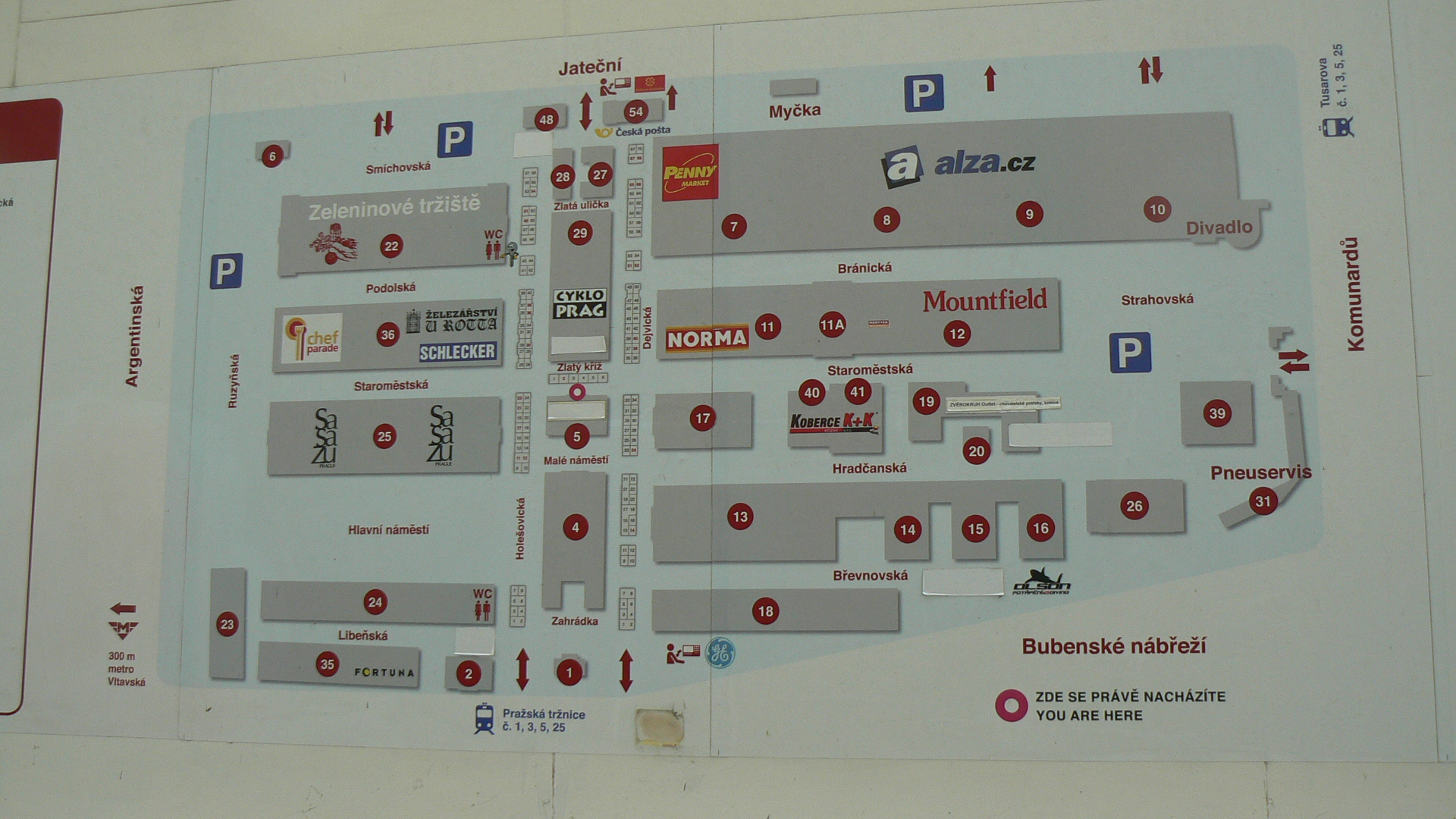
Plánek tržnice

- u vstupu jsou plastiky od Bohuslava Schnircha a Čeňka Vosmíka
- 35: hala podél Bubenského nábřeží
- 23: hala podél Argentinské, západně od budov čp. 35 a 24
- 24: hala rovnoběžná s budovou 35
- zeleninové tržiště mezi budovami 24 a 25
- 25: třetí hala od nábřeží
- 36: čtvrtá hala od nábřeží
- 22: pátá hala od nábřeží
- 6: dům u severozápadního rohu areálu
- v západním pásu areálu parkoviště

#### Střední pás budov, ve směru od hlavního vstupu:
- 1: vstupní budova
- 4: druhá budova
- 5: třetí budova (menší)
- 29: čtvrtá budova
- 28 západní a 27 východní budova

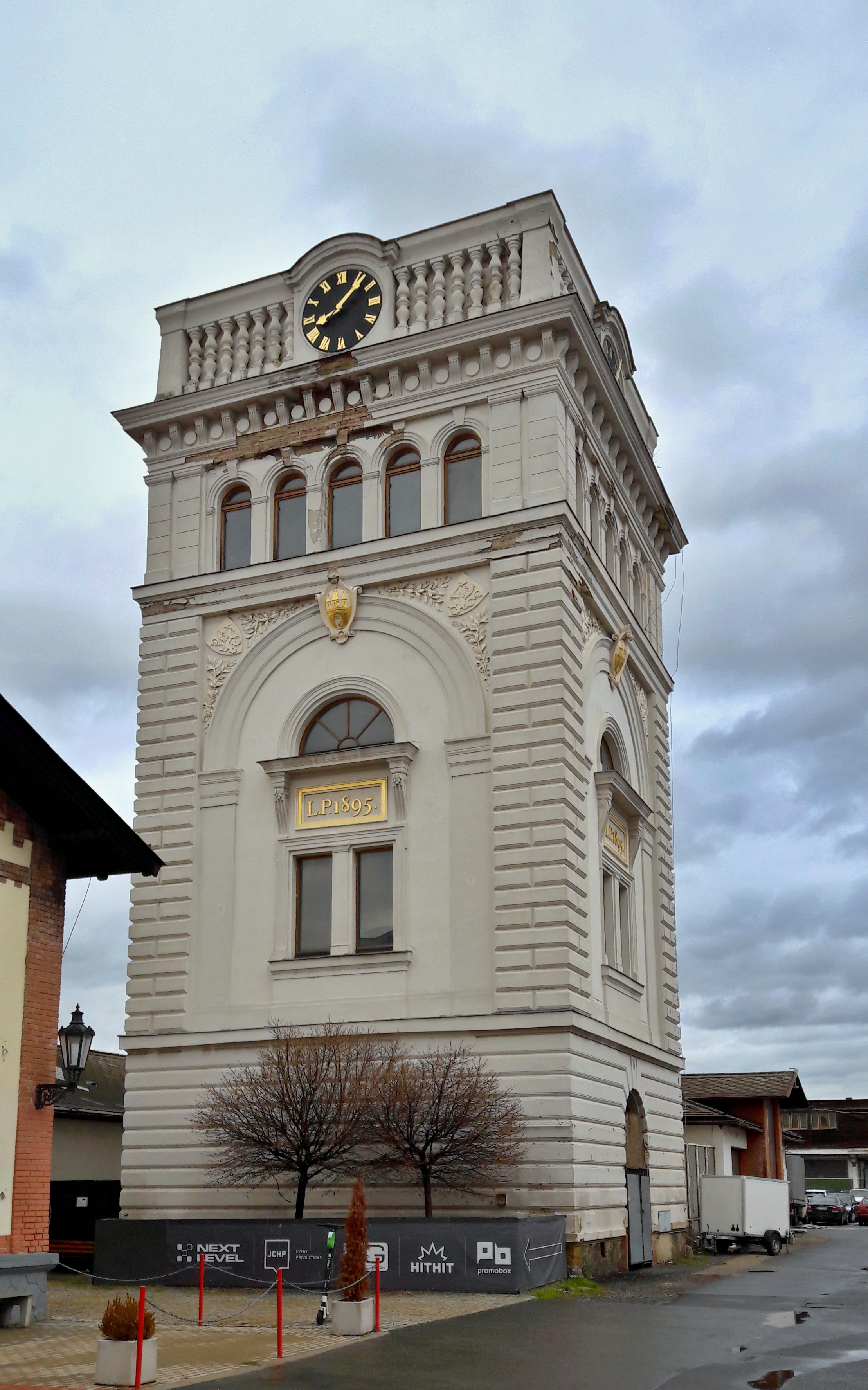
Vodárenská věž v areálu tržnice

- 48 lékárna (západněji) a 54 pošta (východněji) u Jateční ulice

#### Východní část areálu:
- první řada: 18, při zdi u vstupu 43
- druhá řada: 13, 14, 15, 16, 26, v jihovýchodním rohu areálu 31. V hale 14 od září 2016 působí přestěhovaná Trafačka pod názvem Trafo Gallery.[10]
- třetí řada: 17, 40+41, 19 a v její jižní části 20, u vstupu z ulice Komunardů 39; 42 severně a 47 jižně od vstupu z ul. Komunardů
- čtvrtá řada: 11, 11a, 12
- pátá řada: V halách č. 7 a 8 se nachází alternativní cirkus Jatka78.[11] V halách 9 a 10 se nachází Alza.cz.
- při severním okraji u Jateční ulice myčka aut

## Památková ochrana
Celý areál je chráněn jako kulturní památka. Magistrát hlavního města Prahy (MHMP) žádal, aby byla ochrana omezena jen na některé budovy. Prohlášení památkou před dvaceti lety „lze považovat za důsledek rozporuplného vnímání konverze industriálních staveb, neboť v jejich případě lze velmi obtížně navazovat na přirozeně zpřetrhanou kontinuitu technického a hospodářského vývoje“. Chráněna by podle MHMP měla zůstat jen novobarokní vodárenská věž, palác jateční burzy a dvě symetrické haly u brány. Brána zdobená sochami býků od Bohuslava Schnircha a Čeňka Vosmíka je podle MHMP uvedena na seznamu kulturních památek jako samostatný objekt. Město chtělo sejmout ochranu kvůli zjednodušení a zlevnění údržby. Ministerstvo kultury začátkem roku 2013 žádost o omezení ochrany zamítlo.

## Galerie

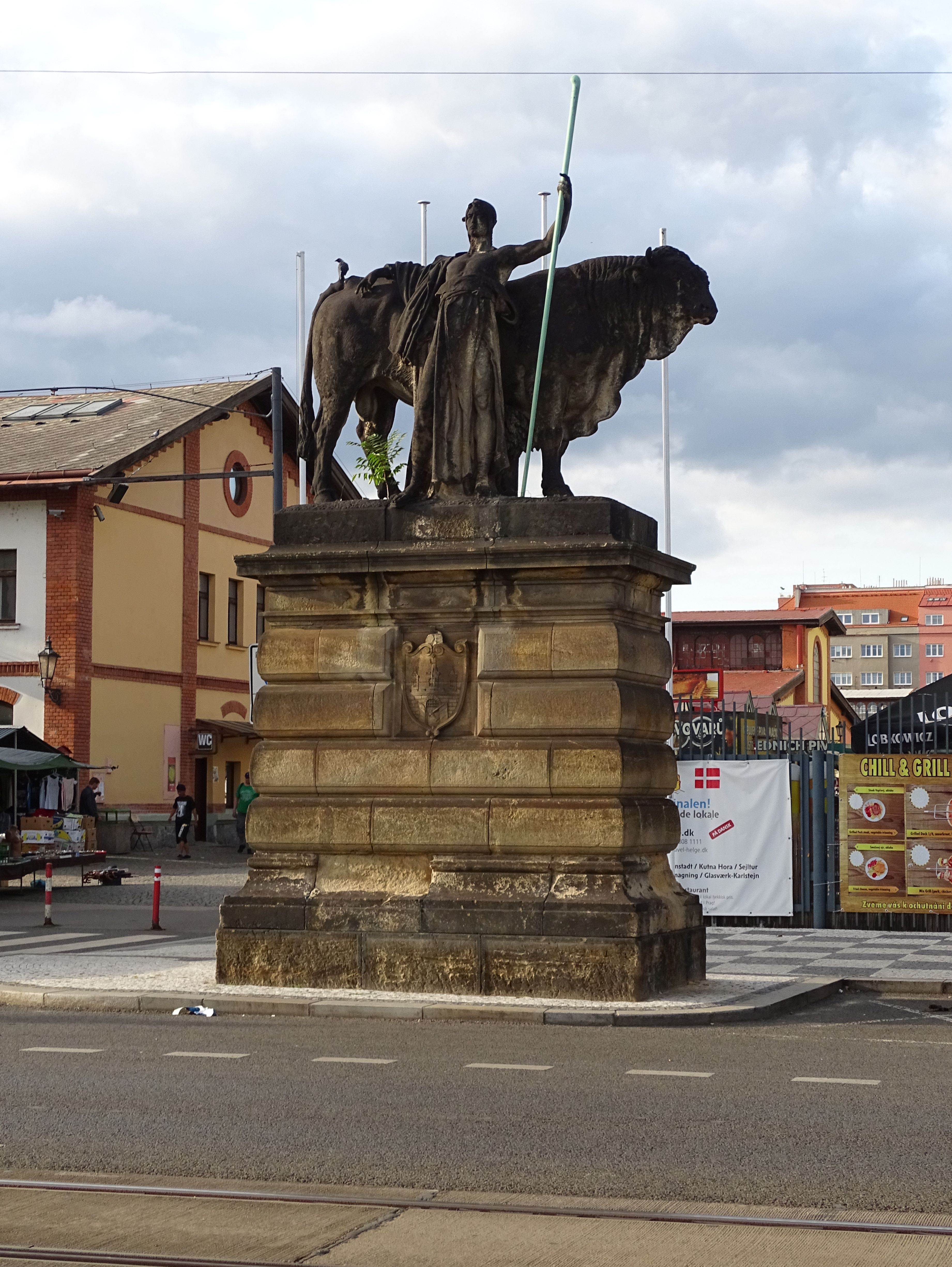
Pražská tržnice – západní socha u hlavního vstupu: Muž s býkem od Čeňka Vosmíka
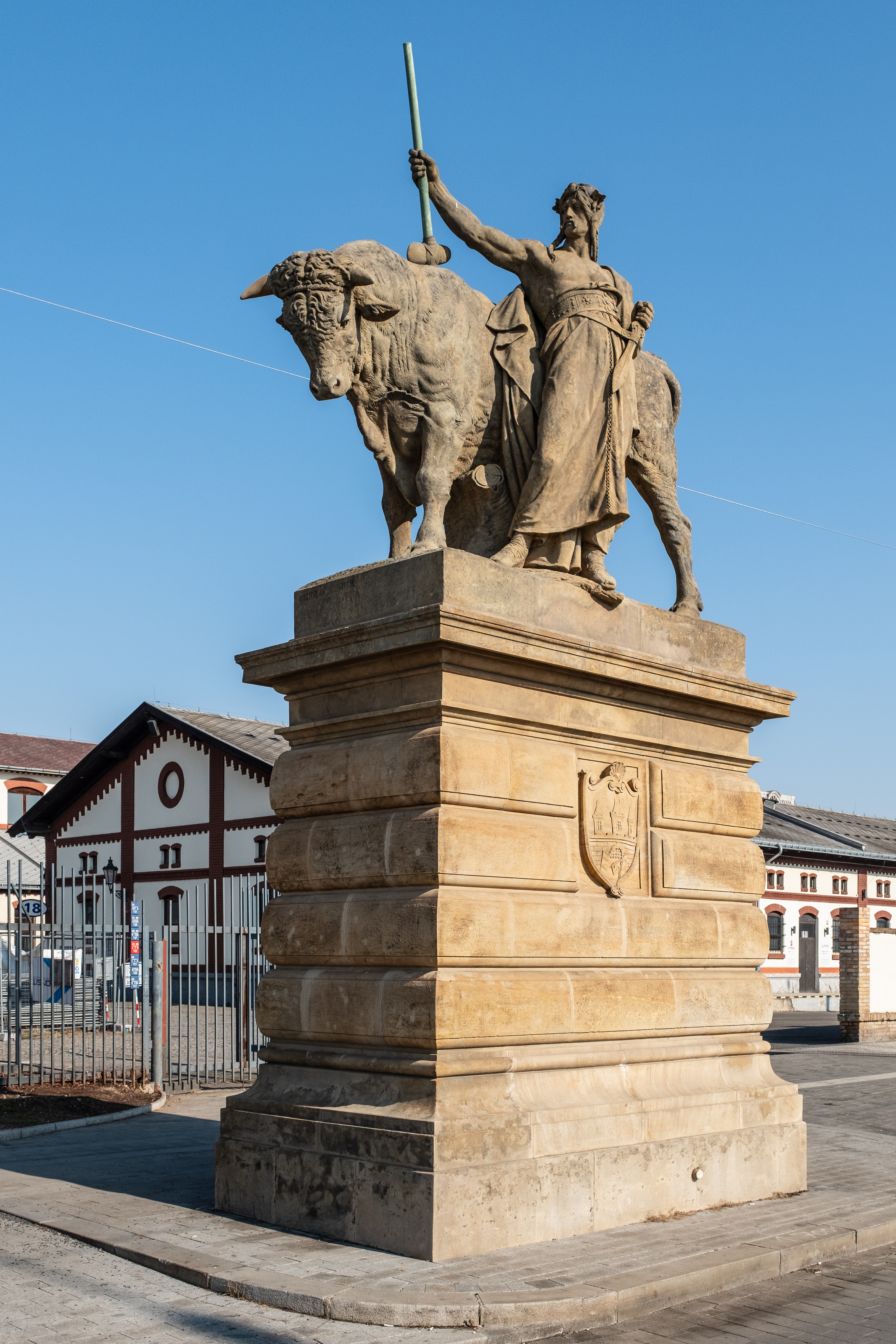
Pražská tržnice – východní socha u hlavního vstupu: Muž s býkem od Bohuslava Schnircha
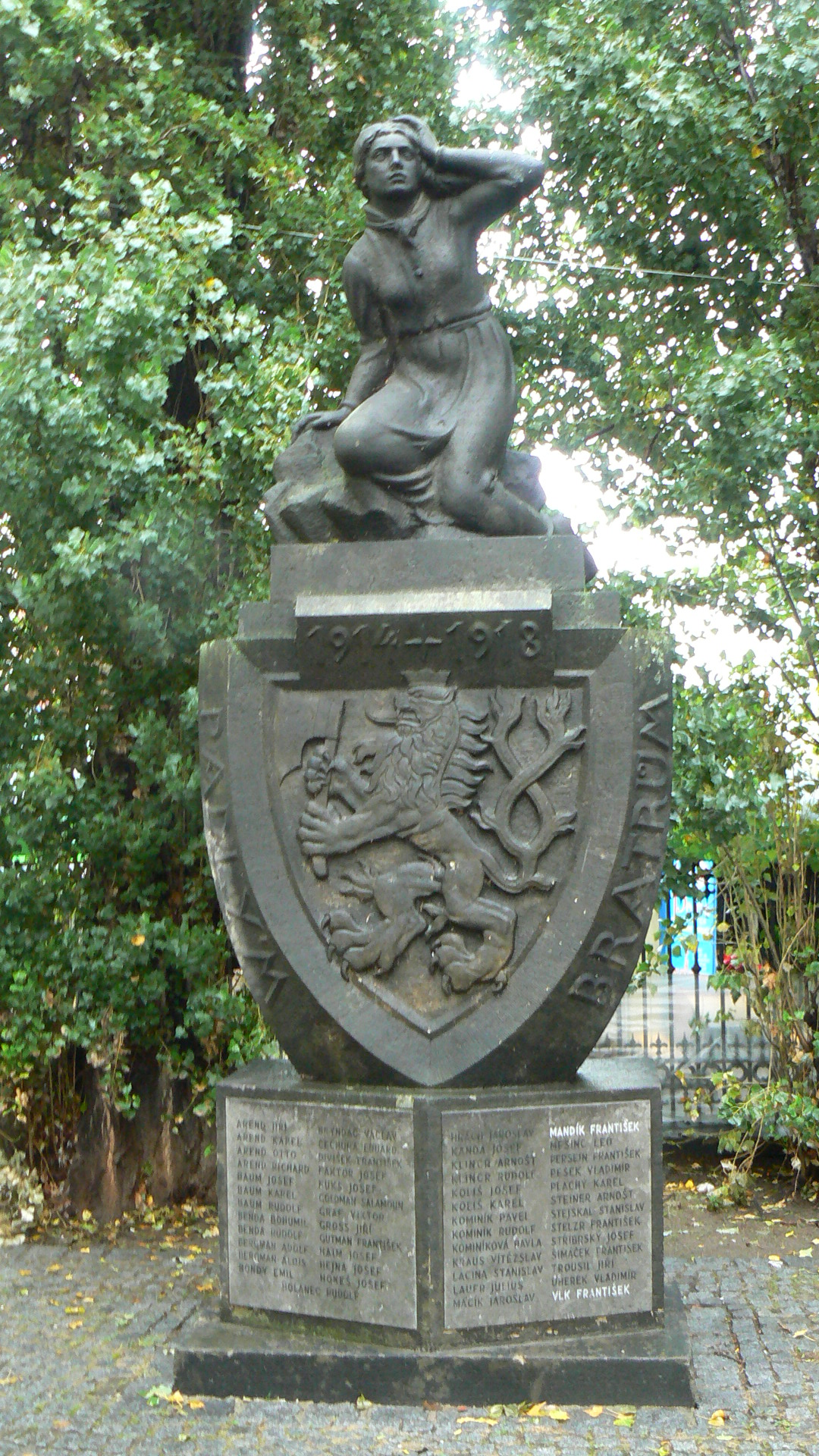
Pražská tržnice – Pomník padlým v první světové válce z řad zaměstnanců jatek
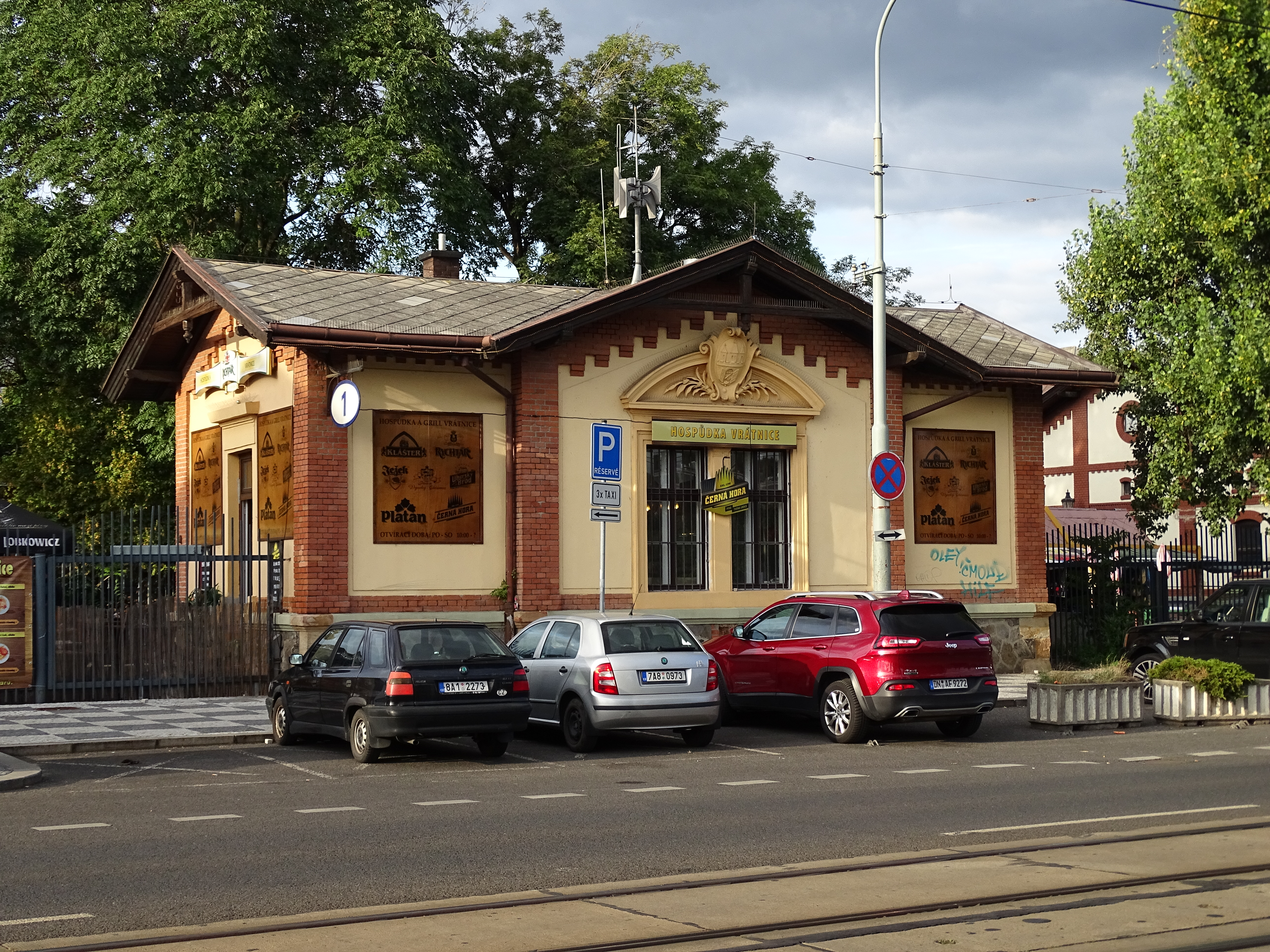
Pražská tržnice – budova bývalé vrátnice u hlavního vchodu, dnes hospůdka Vrátnice
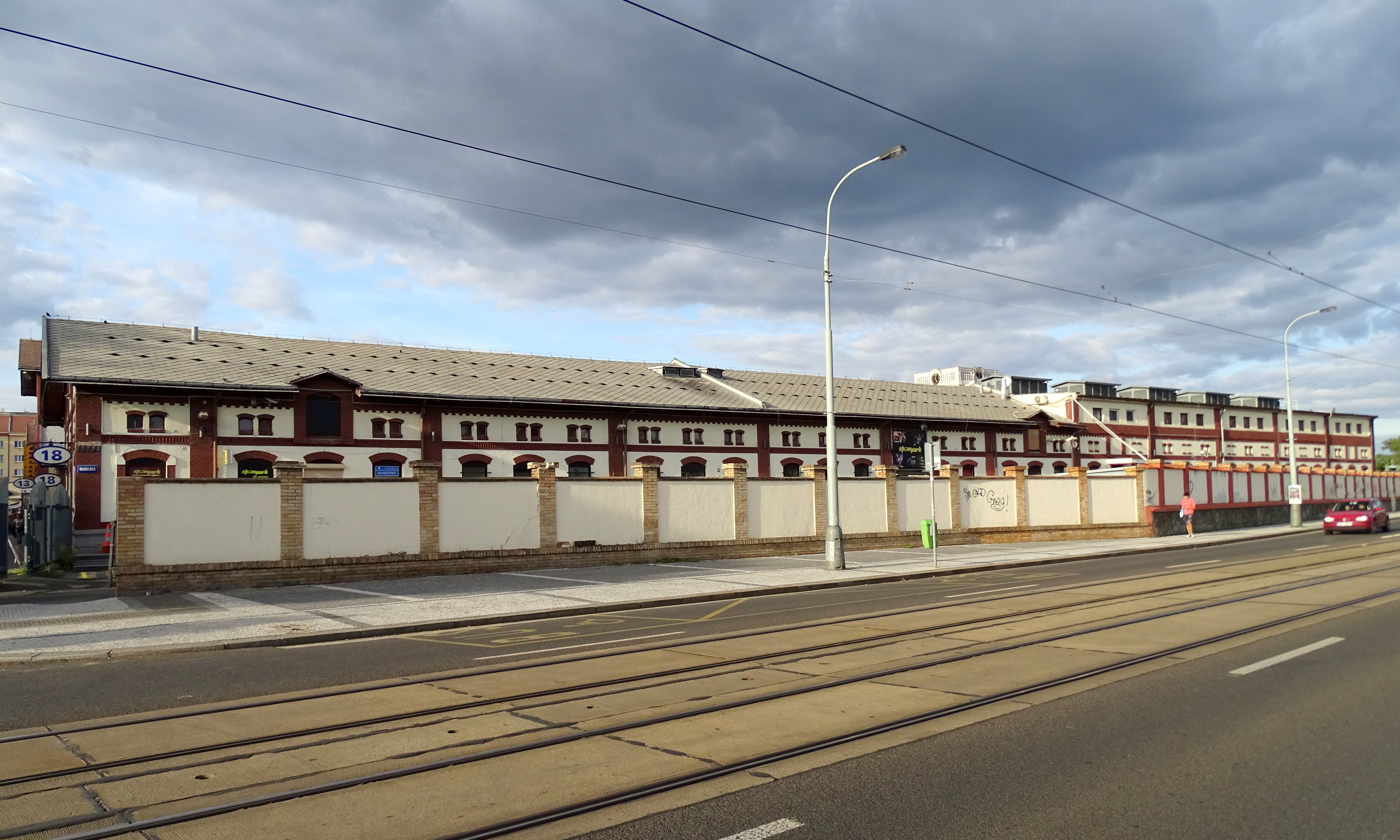
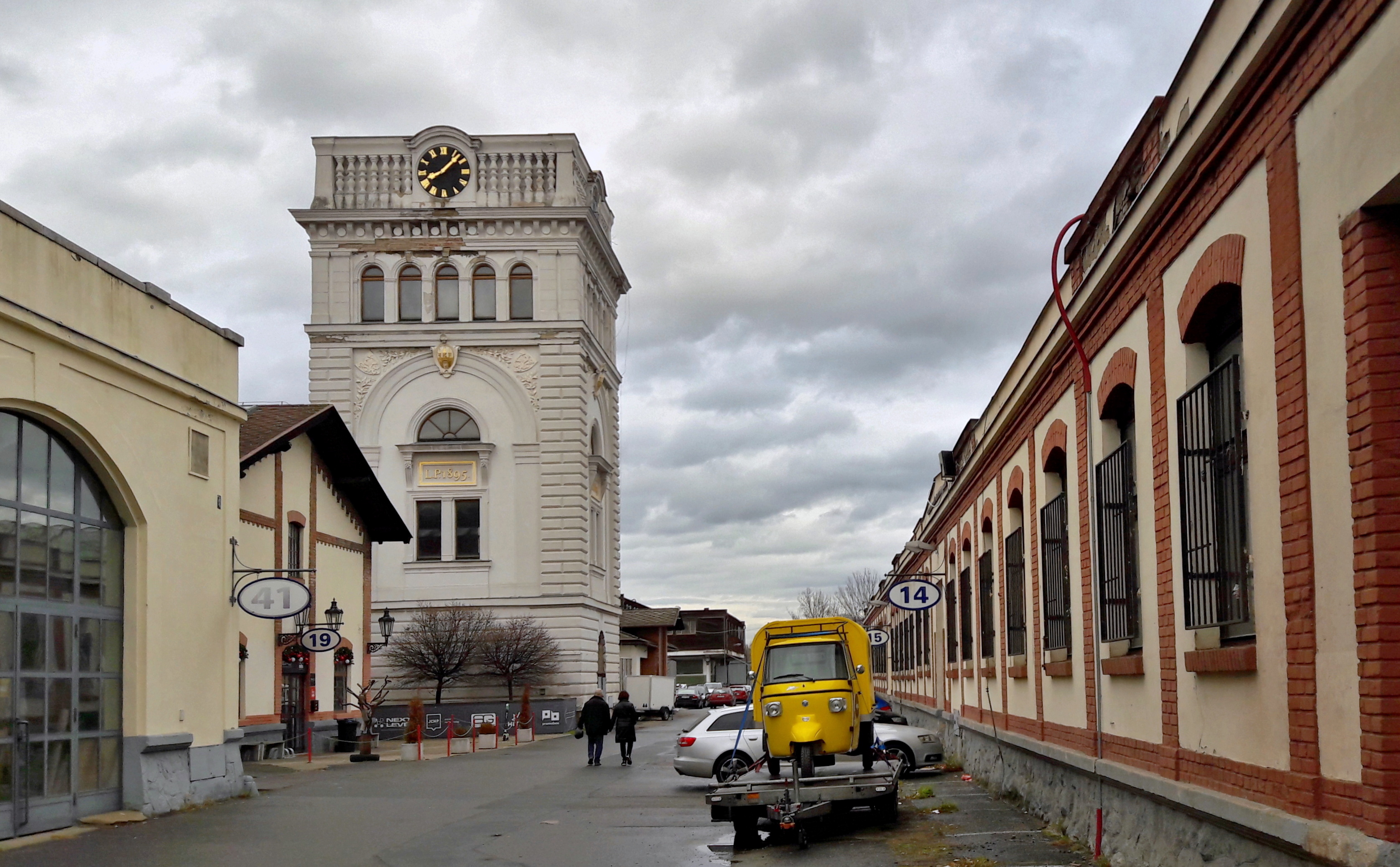
Pražská tržnice a vodárenská věž
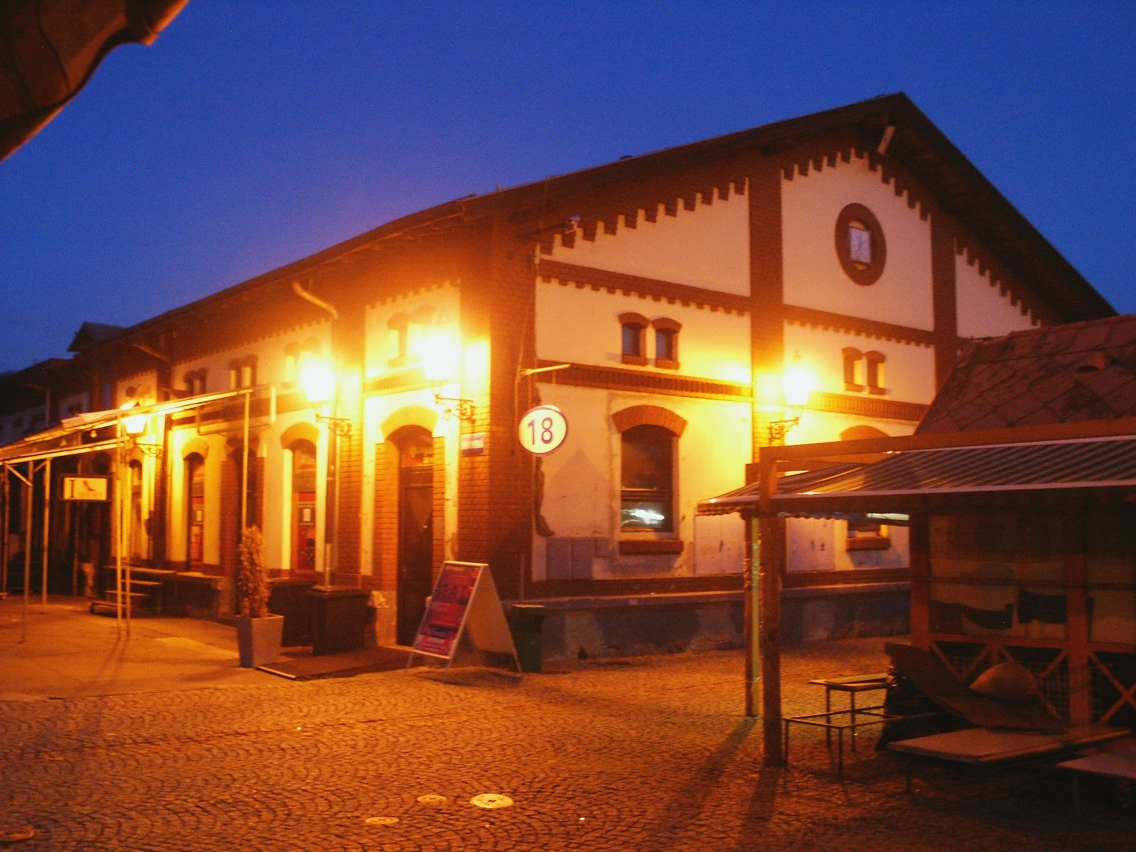
Pražská tržnice – podvečerní atmosféra
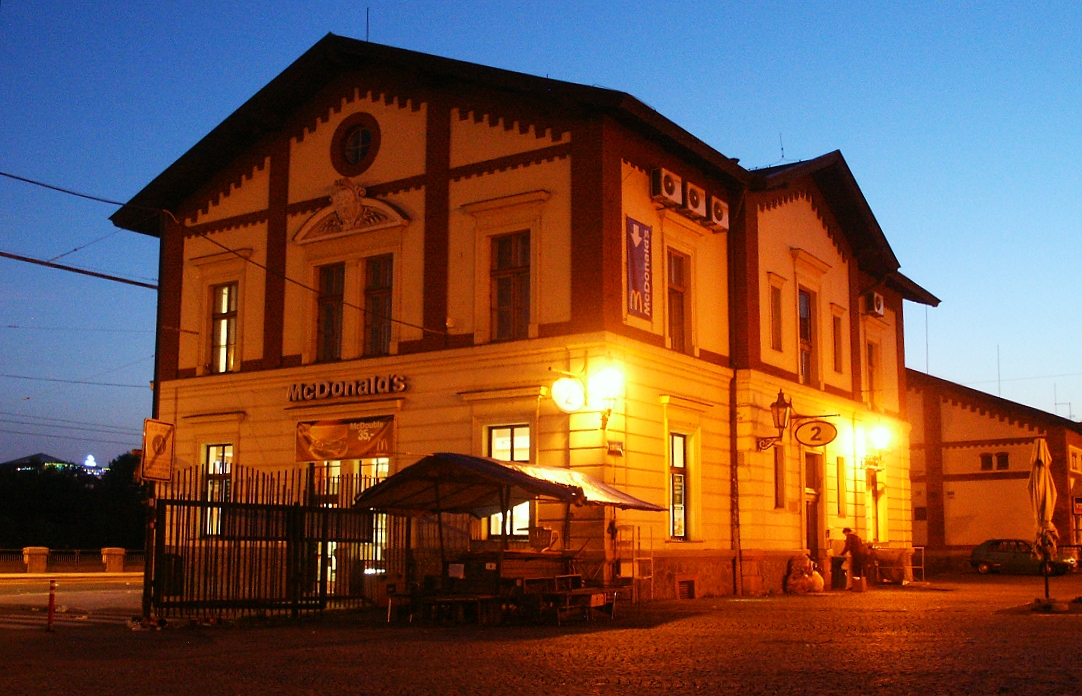
Pražská tržnice – podvečerní atmosféra
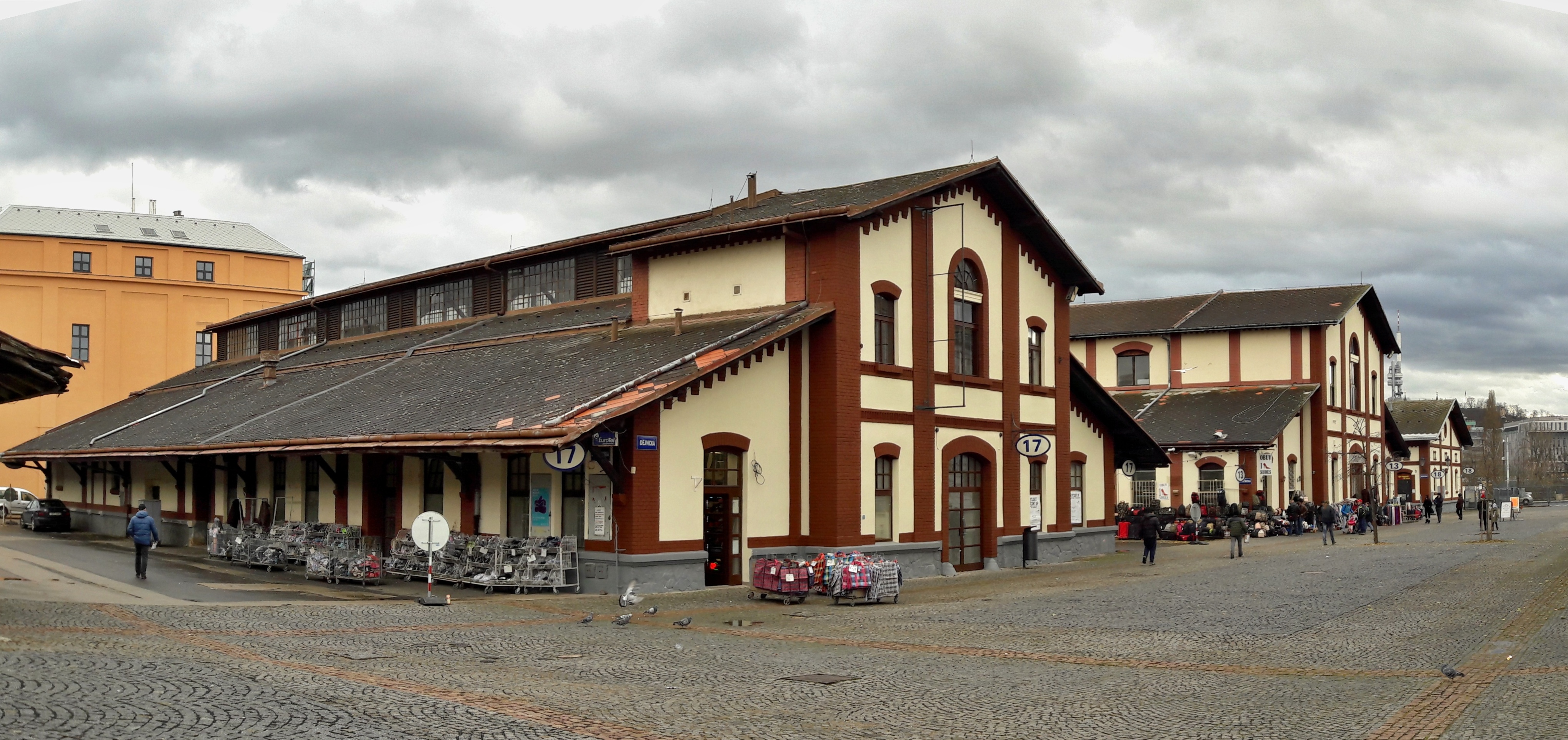
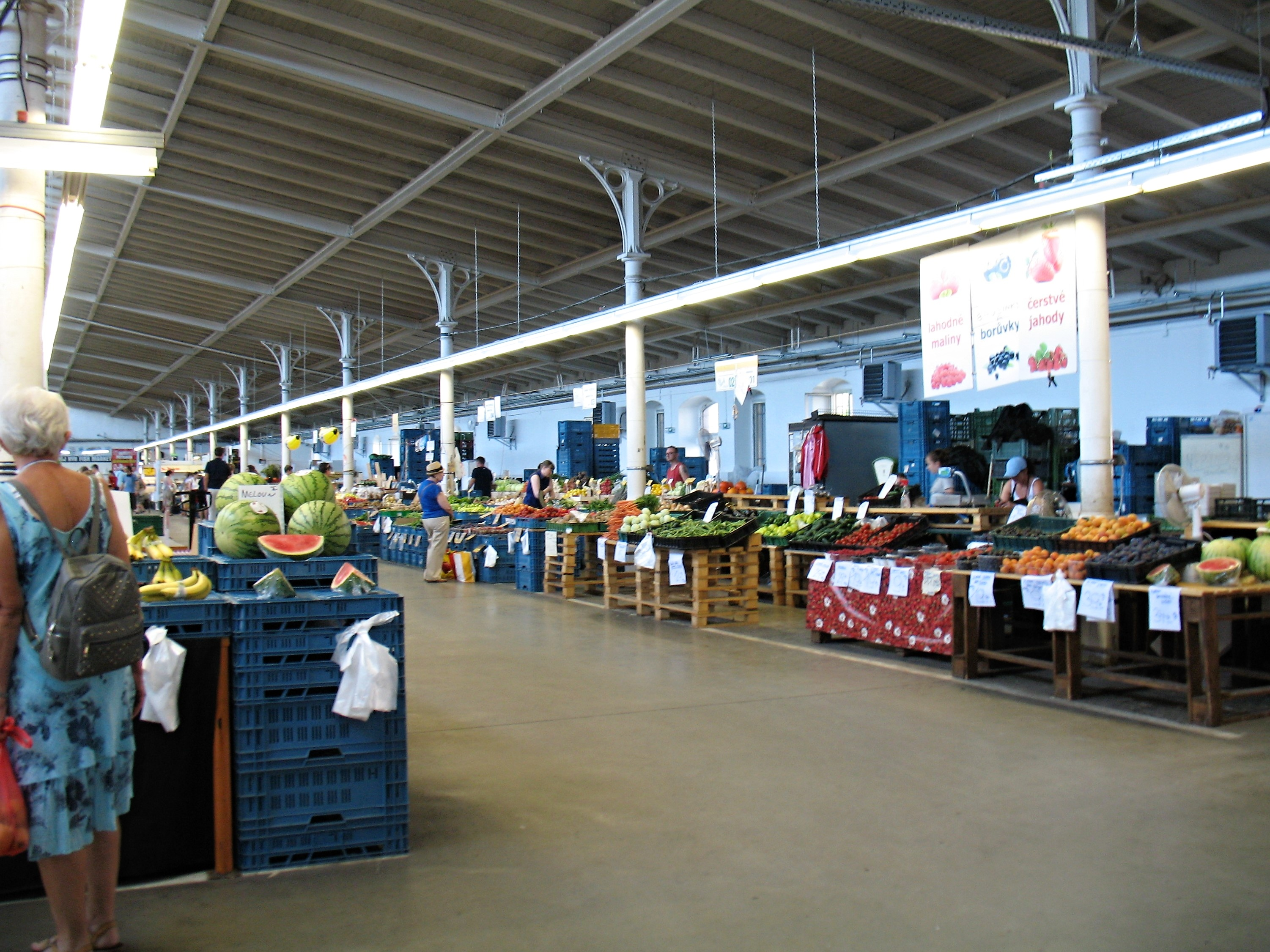
Tržiště v hale č. 22
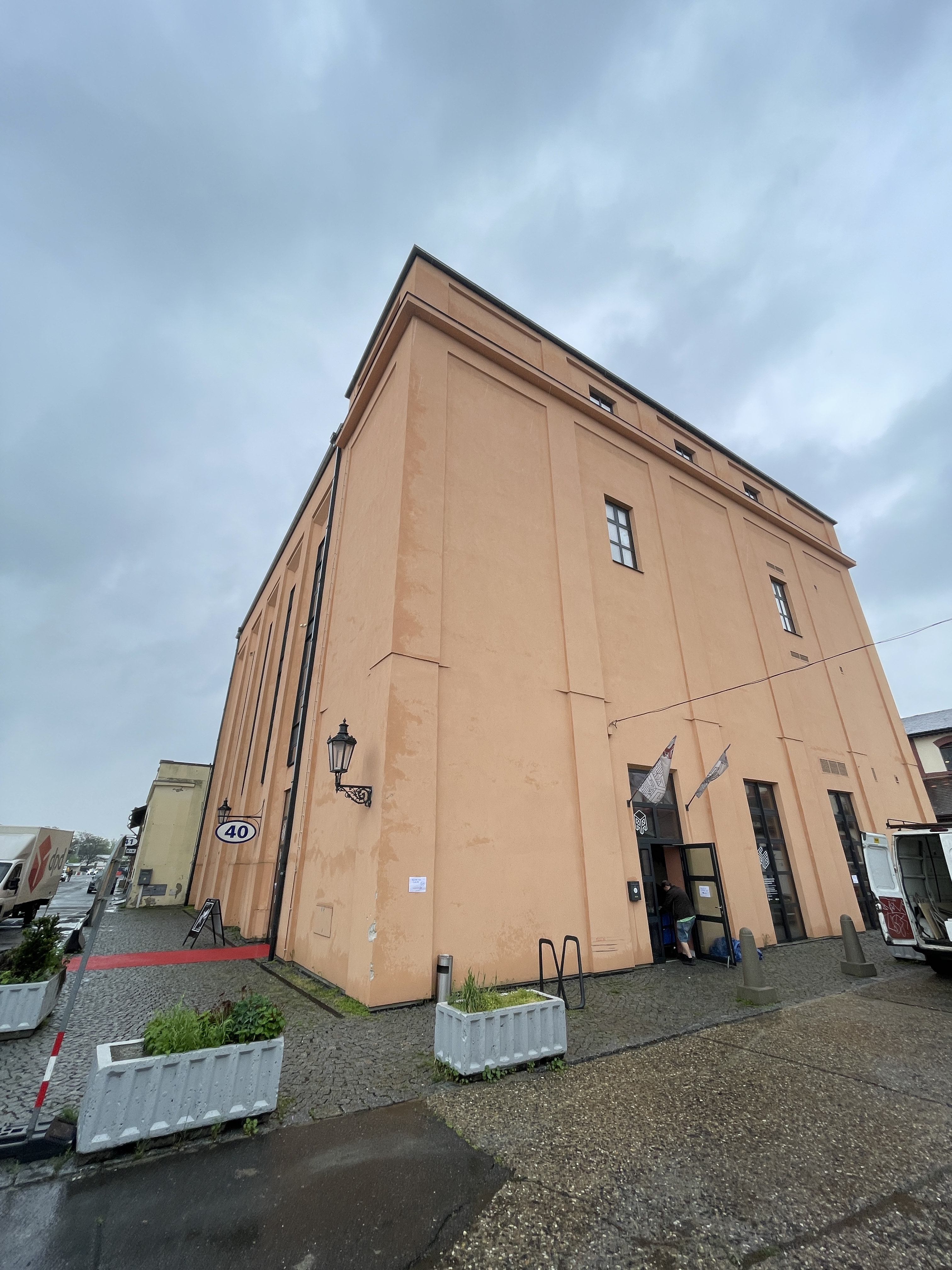
Komunitní prostor H40